# K.A. Ludvigsen
Knud Andersen Ludvigsen (5. april 1866 i Svendborg – ?) var en dansk arkitekt med tegnestue i København.
Ludvigsen var søn af murermester Mathias Peter Ludvigsen og Mette Kirstine Andersen.
K.A. Ludvigsen var elev af Kunstakademiets Arkitektskole og har bl.a. tegnet bygninger for Nordisk Kaffe-Kompagni (ombygget) og vandt i 1903 sammen med Julius Hansen en arkitektkonkurrence om Aarhus Ting- og Arresthus, der stod færdigt i 1906 på Vester Allé 10 med dekorationer af Karl Hansen Reistrup.
Tinghuset
- Tinghuset, tegnet i samarbejde med Julius Hansen
- Facade-ur og kobbertårn
- Indgangsparti